# Essex Farm Cemetery
Essex Farm Cemetery is een Britse militaire begraafplaats met gesneuvelden uit de Eerste Wereldoorlog, gelegen in het Belgische dorp Boezinge. De begraafplaats ligt tussen de Diksmuidseweg (N369) en het Ieperleekanaal, halverwege tussen het stadscentrum van Ieper en de dorpskern van Boezinge. Ze werd ontworpen door Reginald Blomfield en wordt onderhouden door de Commonwealth War Graves Commission. Het terrein heeft een onregelmatig grondplan met een oppervlakte van 6.032 m². In de noordwesthoek staat het Cross of Sacrifice en aan de oostzijde de Stone of Remembrance. Aansluitend aan de begraafplaats ligt de kanaalsite John McCrae. Ruim een halve kilometer zuidelijker ligt Duhallow A.D.S. Cemetery en ruim een halve kilometer noordelijker ligt Bard Cottage Cemetery, die eveneens nabij de Diksmuidseweg en het kanaal liggen.
Er worden 1.204 doden herdacht, waaronder 104 niet geïdentificeerde. De site staat sinds 2023 op de Unesco-Werelderfgoedlijst als onderdeel van inschrijving Begraafplaatsen en herdenkingssites van de Eerste Wereldoorlog (Westelijk Front).

## Geschiedenis
Tijdens de oorlog lag vlak bij de locatie een boerderij die de Britten "Essex Farm" noemden. De plaats lag dicht bij de frontlijn, die zich een paar kilometer ten oosten van het Ieperleekanaal bevond. In het voorjaar van 1915 werd de plaats als verbandpost gebruikt. In die periode werden hier de eerste gesneuvelden begraven die vielen bij de Tweede Slag om Ieper. Ook later in het jaar en tot oktober 1917 werden graven bijgezet. Op de begraafplaats liggen verschillende doden van de 49th (West Riding) Division. Voor deze divisie werd op de kanaalberm aan de oostkant van de begraafplaats een obelisk opgericht. Net ten noorden van de begraafplaats bevinden zich op de kanaalsite John McCrae de resten van een medische post en een herdenkingsmonument voor John McCrae, waarop zijn gedicht In Flanders Fields staat vermeld, dat hij hier zou hebben geschreven.
Er liggen nu 1.185 militairen waaronder 1.171 Britten, 9 Canadezen en 5 Duitsers. Honderd en vier slachtoffers konden niet meer geïdentificeerd worden. Voor 19 Britten werden Special Memorials opgericht omdat hun graven niet meer gelokaliseerd konden worden en men neemt aan dat ze onder naamloze grafstenen liggen.
De begraafplaats werd in 2009 als monument beschermd.

## Graven

### Onderscheiden militairen
- Thomas Barratt, soldaat bij het South Staffordshire Regiment, werd onderscheiden het Victoria Cross (VC) voor zijn uitzonderlijk moedig optreden tijdens verschillende acties, waarbij hij vijandelijke sluipschutters uitschakelde en de dekking op zich nam tijdens de terugtrekking van zijn kameraden. Hij sneuvelde 27 juli 1917 op de leeftijd van 22 jaar.
- Frederick Leopold Pusch, luitenant bij de Irish Guards werd onderscheiden met de Distinguished Service Order (DSO).
- Geoffrey William Barclay, majoor bij de Rifle Brigade; Eric Butler Smallwood, kapitein bij het Hertfordshire Regiment en de onderluitenants William Campbell van de Royal Scots en B.G.H. Maclear van de Grenadier Guards werden onderscheiden met het Military Cross (MC).
- compagnie sergeant-majoor J. Cutland; sergeant John Firth, korporaal Alfred Quick en soldaat A. Young werden onderscheiden met de Distinguished Conduct Medal (DCM).
- de sergeanten W.J. Chamberlaine, Richard Mason en John Viggers, de korporaals H. Currell, G. Armer en J. Nelson, schutter A. Mallion en de soldaten Fred Langdon, H.O. Fleming en Thomas James Dyer ontvingen de Military Medal (MM).

### Minderjarige militairen
- Valentine Joe Strudwick[4], soldaat bij de Rifle Brigade sneuvelde op 14 januari 1916 en zou met zijn 15 levensjaren een van de jongste slachtoffers in de Salient zijn. Valentine werd geboren op 14 februari, Valentijnsdag. Het graf is een bedevaartsplaats voor de duizenden Britse scholieren die Ieper jaarlijks bezoeken. Vele laten briefjes, beertjes en bloemen achter. Door de vele bezoekers is de weg naar het graf extra verhard.
- de soldaten Walter Wilfred Newman van het Hampshire Regiment en W.H. Stoten van het Hertfordshire Regiment waren 17 jaar toen ze sneuvelden.

### Aliassen
- soldaat Albert Edward Abrahall diende onder het alias A. Hayward bij het Welsh Regiment.
- soldaat C. Haycock diende onder het alias C. Morton bij de South Wales Borderers.